# Zagaje (województwo zachodniopomorskie)
Zagaje – osada w Polsce położona w województwie zachodniopomorskim, w powiecie koszalińskim, w gminie Polanów. Miejscowość wchodzi w skład sołectwa Żydowo.
W latach 1975–1998 miejscowość administracyjnie należała do województwa koszalińskiego.